# Górna Gwinea
Górna Gwinea (ang. Upper Guinea, fr. Haut Guinea) – region fizycznogeograficzny, równina ciągnąca się od wschodniej części Gwinei, Sierra Leone i Liberii aż do północno-wschodniej części Wybrzeża Kości Słoniowej. Jest rzadko zaludniona. Na jej terenie znajduje się Park Narodowy Górnego Nigru (Parc National du Haut Niger), wpisany na listę rezerwatów biosfery.